# Hlas (Ukrajina)
Hlas (ukrajinsky Голос) je ukrajinská politická strana, založená populárním zpěvákem Svjatoslavem Vakarčukem. Byla založena 16. května 2019, dva měsíce před parlamentními volbami. Strana prosazuje oddělení ekonomické moci od politiky, boj proti korupci, zvýšení efektivity státu pomocí digitalizace nebo rekonstrukci volebního systému. V parlamentních volbách 2019 stranu volilo 5,84 procenta voličů a získala 20 mandátů v parlamentu.

## Volební výsledky

### Parlamentní volby
| Volby | Hlasů   | %    | Mandátů | Pozice |
| ----- | ------- | ---- | ------- | ------ |
| 2019  | 826 814 | 5,84 | 20      |        |